# 더비 (축구)
더비(Derby) 또는 더비 경기(Derby Match)는 스포츠 가운데 특히 축구에서 주로 같은 지역을 연고지로 하는 두 팀의 라이벌 경기를 뜻하는 용어다. 잉글랜드 더비셔주 도시인 더비에서 유래하였다는 설이 있으며, 축구 이외 종목에서도 더비라는 용어를 사용하며, 야구처럼 시리즈(Series)라는 다른 용어를 사용하는 종목도 있다.
원래 같은 지역 연고팀들 사이 경기에서만 사용하며 로컬 더비(Local Derby)가 본래 의미였지만, 이후 '치열한 라이벌전'을 뜻하는 용어로 그 의미가 확장되었다. 그 결과 한 나라를 대표하는 팀 사이 경기도 더비라고 부르고 있으며, 특히 한국과 일본에서는 이를 내셔널 더비(National Derby)라고 칭한다. 스페인의 FC 바르셀로나와 레알 마드리드 FC의 경기를 엘 클라시코(El Clásico)라고 부르거나 이탈리아의 FC 인테르나치오날레 밀라노와 유벤투스 FC와의 경기를 데르비 디탈리아(Derby d'Italia)라고 부르는 것이 그 예이다. 그 중에는 터키의 대표적인 도시 이스탄불을 연고로 하는 축구팀인 갈라타사라이와 페네르바흐체의 크탈라르 아라스 데르비 (Kıtalar Arası Derbi) 경기처럼 로컬 더비이면서 내셔널 더비인 예도 많다.

## 클럽

### 남미 축구 연맹

#### 브라질캄페오나투 브라질레이루 세리이 A
- 데르비 파울리스타: SE 파우메이라스와 SC 코린치안스 파울리스타
- 클라시쿠 두스 밀리옹이스: CR 바스쿠 다 가마와 CR 플라멩구
- 플라-플루: CR 플라멩구와 플루미넨시 FC
- 아틀레치바: 아틀레치쿠 파라나엔시와 코리치바 FC
- 오 마제스토주: SC 코린치안스 파울리스타와 상파울루 FC
- 오 클라시쿠 두스 클라시쿠스: 나우치쿠 카피바리비와 스포르트 헤시피
- 초케-레이: 상파울루 FC와 SE 파우메이라스
- 그레-나우: 그레미우와 SC 인테르나시오나우

#### 아르헨티나프리메라 디비시온
- 수페르클라시코: 보카 주니어스와 리버 플레이트
- 아베쟈네다 클라시코: 인데펜디엔테와 라싱 클럽
- 로사리오 클라시코: 뉴얼스 올드 보이스와 로사리오 센트랄
- 클라시코 플라텐세: 에스투디안테스 라플라타와 힘나시아 라플라타
- 클라시코 델 오에스테: 페로 카릴 오에스테와 벨레스 사르스필드
- 클라시코 투쿠마노: 산마르틴 투쿠만과 CA 투쿠만
- 클라시코 산타페시노: 콜론 산타페와 우니온 데 산타페
- 클라시코 코르도베스: CA 벨그라노와 CA 타예레스
- 클라시코 델 수르: CA 반필드와 CA 라누스
- 클라시코 보헤미오: CA 아틀란타와 차카리타 주니어스

#### 우루과이프리메라 디비시온
- 몬테비데오 수페르클라시코: 클루브 나시오날 데 풋볼과 페냐롤

#### 칠레프리메라 디비시온
- 칠레 수페르클라시코: 콜로-콜로와 우니베르시다드 데 칠레
- 클라시코 우니베르시타리오: 우니베르시다드 데 칠레와 우니베르시다드 카톨리카

#### 파라과이프리메라 디비시온
- 엘 클라시코 파라과요: 올림피아 아순시온과 세로 포르테뇨
- 클라시코 블랑코 이 네그로 : 올림피아 아순시온과 클럽 리베르타드

#### 페루프리메라 디비시온
- 수페르클라시코 데 리마 : 알리안사 리마와 우니베르시타리오 데포르테스
- 클라시코 모데르노 : 우니베르시타리오 데포르테스와 스포르팅 크리스털
- 스포르팅 크리스털와 알리안사 리마
- 우니베르시타리오 데포르테스와 데포르티보 무니시팔

### 북중미카리브 축구 연맹

#### 멕시코리가 MX
- 엘 클라시코 메히카나: 클럽 아메리카와 CD 과달라하라
- 클라시코 카피탈리노: 클럽 아메리카와 클럽 우니베르시다드 나시오날
- 클라시코 레히오몬타노: 티그레스 데 라 UANL과 CF 몬테레이

#### 미국메이저 리그 사커
- 캘리포니아 더비: 새너제이 어스퀘이크스와 로스앤젤레스 갤럭시와 로스앤젤레스 FC (* CD 치바스 USA는 2014년 끝으로 해체가 되었고, 2018년부터 로스앤젤레스 FC가 더비에 참가 중이다.)
- 로스앤젤레스 더비: 로스앤젤레스 갤럭시와 로스앤젤레스 FC (* CD 치바스 USA는 2014년 끝으로 해체가 되면서 슈퍼클라시코로 불리던 로스앤젤레스 더비도 같이 막을 내렸지만 2018년에 로스앤젤레스FC가 리그에 참여하면서 엘트라피코로 불리는 로스앤젤레스 더비가 재개되었다.)
- 브림스턴 컵: 시카고 파이어와 FC 댈러스
- 텍사스 더비: 휴스턴 다이너모와 FC 댈러스
- 플로리다 더비: 탬파베이 뮤터니와 마이애미 퓨전 FC (* 재정난으로 인해 두 팀은 2001년을 끝으로 팀이 해체가 되었음.)
- 애틀랜틱 컵: DC 유나이티드와 뉴욕 레드불스
- 트릴륨 컵: 콜럼버스 크루와 토론토 FC
- 캐스카디아 컵: 시애틀 사운더즈와 포틀랜드 팀버스와 밴쿠버 화이트캡스 FC
- 헤리테이지 컵: 새너제이 어스퀘이크스와 시애틀 사운더즈 FC와 포틀랜드 팀버스와 밴쿠버 화이트캡스 FC
- 로키 마운틴 컵: 레알 솔트레이크와 콜로라도 래피즈
- 캐내디안 더비: 밴쿠버 화이트캡스 FC와 토론토 FC (* MLS 캐나다 연고 팀)
- 허드슨 리버 더비: 뉴욕 시티 FC와 뉴욕 레드불스

#### 미국USL 퍼스트 디비전
- 폰세 데 레온 컵: 푸에르토리코 아일랜더스와 마이애미 FC와 FC 탬파베이
- 플로리다 더비: 마이애미 FC와 FC 탬파베이
- 캐롤라이나 더비: 찰스턴 배터리와 캐롤라이나 레일호크스 FC

### 아시아 축구 연맹

#### 대한민국K리그1,K리그2,K3리그,K4리그
- 내셔널 더비
  - 경평대항축구전: 대한민국의 대표 도시 서울 (당시 경성)과 평양의 축구단인 경성 축구단과 평양 축구단의 축구 경기로 1929년부터 시작된 대한민국의 클래식 더비이다. 당시 시대상황과 맞물려 항일운동의 취지를 뛰었던 대한민국 최초의 내셔널 더비였으나 1946년 중지되었다.
  - 슈퍼매치: FC 서울과 수원 삼성 블루윙즈의 라이벌전을 통칭하는 명칭이다. 대한민국 축구 클럽들 간의 더비 중 가장 치열한 더비 중 하나다. 시작은 FC 서울의 전신이었떤 안양 LG 치타스 시절이었으며 서정원으로 시작된 더비다. 참고로 슈퍼매치라는 명칭은 수원 마케팅 팀 아이디어에서 비롯되었다. 본격적으로 양팀 대결구도가 뜨거워지고 관중 동원력이 높아진 2008년 이후 수원 홈경기를 앞두고 적당한 수식어를 구상하다 슈퍼매치라는 단어가 떠올라 서울 측에 제안했고 서울 측에서도 괜찮다는 반응을 받아 처음 사용했다. 이후 언론과 연맹에서도 좋은 명칭이라고 생각하여 적극적으로 브랜드화 시켜 정착하게 되었다.
  - 동해안 더비: 포항 스틸러스와 울산 현대. '영남 더비'라고도 한다. 보통은 영남 더비라고 많이 부르고 있으며 또다른 축구 팬들은 '7번 국도 더비'라고 부른다. 양팀의 연고지가 부산에서 출발해 울산, 경북, 강원도 해안선을 타고 이어지는 7번 국도에 위치해 붙여진 이름이다. 참고로 울산과 포항은 7번 국도에서 자동차로 50여분 거리이다.

- 로컬 더비
  - 자동차 더비: 대우 로얄즈 (현 부산 아이파크)와 현대 호랑이 (현 울산 현대)가 당시 자동차업계 라이벌이었던 대우자동차와 현대자동차에 의해 운영되었던 1984년부터 1997년까지 모기업 라이벌 의식이 투영되어 형성된 더비 매치이다.[2]
  - 제철가 더비: 포항 스틸러스와 전남 드래곤즈간의 경기. 모기업인 포스코의 제철소가 있는 연고 도시간 대결이 그래서 또다른 명칭을 제철가 더비라고 불리고 있다. 가끔씩 4월말 포스코 창립 기념일에 가까운 날이면 이 두 팀이 맞붙는 경우가 있다.
  - 현대가 더비: 울산 현대와 전북 현대 모터스간의 경기. 모기업이 범 현대그룹의 계열사이다. 울산 현대는 현대중공업과 현대오일뱅크 소속이고 전북 현대는 글로벌 자동차 회사인 현대기아차 소속이다.
  - 공성 더비: 전북 현대 모터스와 수원 삼성 블루윙즈의 경기. 전북 현대 모터스의 홈인 전주월드컵경기장의 애칭인 전주성과 수원 삼성 블루윙즈의 홈인 수원월드컵경기장의 애칭인 수원성을 본따 만든 더비. 그 동안 언론에서는 공식적으로 두 팀끼리 더비매치라 칭하지는 않다가 양 연고의 대표성인 전주성과 수원성의 대결이라는 뜻에서 '공성전'이라 부르기 시작했다.
  - 전설 매치: 전북 현대 모터스와 FC 서울간의 경기. 2010년대에 들어 전북 현대 모터스와 FC 서울이 K리그1 우승을 양분하면서 보여준 전설적인 경기력 그리고 전북의 전과 서울을 빨리 발음해을 본따서 설을 합쳐서 이중적 의미로 전설매치라고 불린다. 한편 티아라 더비도 있는데 티아라 더비는 2010년 3월 14일 서울월드컵경기장에서 열렸던 서울 대 전북간의 서울 홈경기 였는데 당시 초청가수였던 티아라가 개막공연을 했는데 하필이면 전북의 색깔인 초록색 의상을 입으면서 FC서울 팬들이 티아라를 향해 야유를 했었지만 당시 전북의 심우연 선수의 결승골로 전북이 1 대 0으로 이기면서 그 뒤로 티아라는 한동안 전북에는 '승리의 여신', 서울에는 저주의 상징으로 불렸다. 이로인해 티아라 더비로도 불린다. 심지어 1년 뒤 전북은 이를 이용해 티아라를 직접 홈경기에 초청하기도 했다. 그 이후 2012년에 러비 더비라는 노래가 대박이 나면서 티아라 더비 혹은 러비 더비로도 불리고 있다.
  - 전포 매치: 전북 현대 모터스와 포항 스틸러스간의 경기.  2010년대에 들어 전북 현대 모터스와 포항 스틸러스는 FA컵 우승을 양분한 경기력 그리고 전북의 전과 포항의 포를 빨리 발음해을 본따서 이중적 의미로 전포매치라고 불린다. 당시 전력의 우세였던 전북이 아닌 포항이 승부차기 끝에 전주성 원정에서 우승하며 더비가 시작되었다. 이후 두 팀은 치열한 맞대결을 이어가고 있다. 2023년에는 포항 창단 50주년 기념경기 대진이 전북이었다. 포항이 자금난으로 선수를 전북에 잃으면서 이 더비가 활성화 되었다. 대표적으로 손준호와 송민규가 10년대에 해당되는 이적사례다. 2020년대에도 또 치열한 더비급 경쟁을 이어가게 된다. 2023 FA컵 결승에서도 맞대결을 했는데 포항이 전북에 AGAIN 2013을 재연하며 10년만에 우승에 성공하게 된다. 전북은 우승컵을 앞두고 포항을 넘지 못한 징크스가 있다.
- 서울 더비
  - 서울 동대문 더비: 1990년부터 1995년까지 일화 천마 (현 성남 FC), LG 치타스 (현 FC 서울), 유공 코끼리 (현 제주 유나이티드) 이렇게 3개 구단이 서울 동대문운동장을 공동 홈경기장으로 삼으면서 벌어진 K리그 최초의 동일 연고지 클럽들간의 더비이다. 일화 천마 vs LG 치타스[3], 유공 코끼리 vs 일화 천마[4], LG 치타스 vs 유공 코끼리[5]이렇게 3개 더비 매치로 구성되었으며 1996년 서울 연고 공동화 정책이 강제시행되어 중단되었다.
  - 서울 강남북 더비: 강북과 서북지역을 주기반으로 하는 FC 서울 그리고 강남과 동남지역을 주기반으로 하는 서울 이랜드 FC간의 경기로 2021년 FA컵 3라운드에서 만나면서 최초로 성사되었다.
- 수도권 더비
  - 경인 더비: FC 서울과 인천 유나이티드. 언론과 서울을 비롯한 다른 K 리그 팬들은 경인 더비라고 칭하고 있다. 그러나, 인천 유나이티드 측에서 2016년 7월 17일 이 더비를 인천광역시의 인(仁) 서울특별시의 경[京]을 따서 인경전으로 칭하기도 한다.
  - 수인선 더비: 수원 삼성 블루윙즈 또는 수원 FC와 인천 유나이티드와 간의 더비. 지하철 노선인 수인선을 기반으로 한 더비다. 특히, 수원 삼성 블루윙즈와 인천 유나이티드의 경우 양팀 서포터즈간의 경쟁의식도 크다. 인천의 창단 초기 시절부터 수원 삼성과는 치열한 라이벌 의식이 존재한다.
  - 오리지널 클라시코: 수원 삼성 블루윙즈와 FC 안양. 과거 수원 삼성 블루윙즈와 FC 서울의 전신인 안양 LG 치타스의 지지대 더비가 존재했고, FC 서울의 연고 복귀 이후에도 더비는 이어갔지만 서포터 구성은 달라졌고 '안양'이란 이름의 팀이 수원과 대결하는 모습은 한동안 볼수 없었다. FC 안양의 창단 이후 양 팀 서포터 합의를 통해서 더비매치가 새롭게 태어났고, 더비 명칭은 '오리지널 클라시코'로 명명되었다.
  - 한풀이 더비: FC 서울과 FC 안양. FC 서울의 전신인 LG 치타스는 1996년부터 2003년까지 안양을 연고지로 삼았다. 하지만 2004년 안양을 떠나 서울로 연고지를 옮겼다. 이후 안양 팬들은 꾸준히 시민구단 창단 운동을 벌였고 2013년 FC 안양의 창단으로 열매를 맺었다. FC 서울이 서울시와 연고지 협약을 맺은 지 딱 13년째 되는 날인 2017년에 FA컵 32강전을 치렀다.
  - 마계대전: 성남 일화 천마와 수원 삼성 블루윙즈. 2014년 성남 일화 천마가 시민구단으로 변경되면서 성남 FC로 변경되며 역사속으로 사라졌다.
  - 성남 FC–수원 삼성 블루윙즈 라이벌전: 성남 FC와 수원 삼성 블루윙즈간의 더비. 2014년 성남 일화 천마가 성남 FC로 시민구단으로 전환되면서 성남 일화 천마의 마스코트였던 '천마' 역시 사라지면서 자연스럽게 '마계대전'이라는 용어를 사용하지 않게 되었다. 2015년 성남 FC 측에서 성남의 마스코트인 까치 ‘작’(鵲)과 마계대전에 인용됐던 수원의 닭 ‘계’(鷄)를 조합하고 피가 튀는 혈투의 의미도 함축하여 계작살(鷄鵲殺)이라는 명칭을 사용하였지만 한시적으로 사용되었고 현재는 더비 명칭을 브랜드화시킨 네이밍이 존재하지 않는다.
  - 탄천 더비: 서울 이랜드 FC과 성남 FC. 두 팀의 경기장인 잠실주경기장과 탄천종합운동장은 탄천으로 이어져있다.
  - 세미 슈퍼매치: 서울 이랜드 FC와 수원 삼성 블루윙즈의 대결. 수원 삼성이 2023년 첫 강등 이후 또 다른 수도연고클럽인 서울 이랜드 FC와 대결하게 된다. 서울 이랜드 홈으로 첫 매진된 기념비적 경기다.
  - 수원 더비: 수원 삼성 블루윙즈와 수원 FC. 현재 프로구단끼리의 유이한 동일 연고 지역을 기반으로 한 더비이다. 수원 FC가 2016 K리그클래식에 승격하면서 1년간 성사되었다가 강등 이후 5년뒤 2021년 수원 FC가 K리그1으로 승격하면서 3년간 다시 열리게 되었다.
  - 깃발 더비: 성남 FC와 수원 FC간의 시도민구단 더비를 의미한다. 수원 FC가 2016 K리그클래식에 승격하면서 1년간 성사되었다. 두 클럽은 시장이 구단주로 알려졌다. 패하는 팀에는 해당시청의 깃발을 꽃는 벌칙도 있다. 다른 의미로 메이어(시장) 더비라고도 한다.
  - 032 더비: 인천 유나이티드와 부천 SK. 현재는 인천 유나이티드와 부천 FC 1995. 공삼이(032)는 전화번호의 지역번호를 의미한다. 인천광역시와 부천시는 모두 지역번호를 032로 사용한다. 2006년 부천 SK의 연고지 이전으로 인해 중단되었다. 지리적으로 인천과 부천은 서울보다도 훨씬 가깝다보니 인천 유나이티드가 창단하기 전엔 부천 SK를 응원하는 인천 시민들도 많았다. 그리고 2003년 인천 유나이티드가 창단하고 이 두 팀은 032 더비라 하여 많은 명경기를 배출하였다. 그러나 부천 SK는 이후 제주로 연고지를 이전해 제주 유나이티드가 되었고, 두 팀간의 대결은 역사속으로 사라지나 싶었지만 부천 FC 1995가 2013년에 K리그챌린지에 참가하기로 결정하게 되었다. 그리고 2015년 FA컵 32강전에서 인천 유나이티드와 부천 FC 1995경기가 성사되면서 10년만에 032 더비가 부활했다.
  - 4호선 더비: FC 안양과 안산 무궁화 축구단간의 경기이다. 원래부터 안양과 안산의 경기가 있었으나 제종길 안산시장이자 안산 무궁화 FC 구단주가 2016년 5월 14일 열리는 안산과 안양의 경기에서 패한팀 구단주가 이긴팀의 유니폼을 입고 하루동안 집무를 보고 등번호는 경기결과를 새기기로 요청한걸 이필운 안양시장이자 FC 안양 구단주가 수락하면서 시작됐다. 두팀 다 수도권 전철 4호선 (안양은 범계역, 안산은 고잔역)에 위치해 있어 4호선 더비라고 불리게 됐다. 안산 무궁화 축구단는 2017 시즌 아산시로 연고이전을 하고 새로 안산시가 한국 내셔널리그의 울산 현대미포조선 돌고래 해체 이후 남은 선수단을 인수해 안산 그리너스 FC로 창단하게 되면 새로 시작하게 된다
  - 수리산 더비: FC 안양과 안산 그리너스 FC간의 경기이다. '수리산 더비' 혹은 '4호선 매치'라고 부르기도 한다. 두팀 다 수도권 전철 4호선 (안양은 범계역, 안산은 고잔역)에 위치해 있어 '4호선 더비'라고 불리기도 하고, 수리산을 끼고 있어 '수리산 더비'라고도 불리게 됐다.
- 충청권 더비: 대전 하나 시티즌, 충남 아산 축구단, 대전 한국철도와 천안 시티 FC, 충북 청주 FC, 당진시민축구단, 충주 시민축구단간의 경기.
  - 충청 더비: 대전 하나 시티즌과 충남 아산 축구단. 2020 시즌부터 시민구단이었던 대전 시티즌의 인수 이후 기업구단인 대전 하나 시티즌으로 바뀌게 되었고 아산은 대전과 같은 충청권으로 지리적으로도 매우 가깝다. 2020 시즌부터 2022 시즌까지 실제로 구 충청 더비였던 대전 시티즌과 아산 무궁화의 후신 더비로 이어지게 된다.
  - 충남 더비: 천안 시티 FC, 충남 아산 축구단, 당진시민축구단간의 더비.
  - 충남북 더비: 천안 시티 FC 또는 충남 아산 축구단과 충북 청주 FC. 2023 K리그2부터 시작하게 된다.[6]
  - 천안아산 더비:천안 시티 FC와 충남 아산 축구단의 더비. KTX 천안아산역을 기준으로 나눈 더비매치로 2023 K리그2부터 시작하게 된다.
- 영남권 더비: K리그(부산 아이파크, 경남 FC, 울산 현대, 포항 스틸러스, 대구 FC, 김천 상무)와 K3리그(경주 한국수력원자력, 울산 시민축구단, 창원시청, 부산교통공사, 김해시청) 그리고 K3리그 (아마추어)(경주 시민축구단, 부산 FC)의[7] 영남 지역 연고팀들 간의 더비 경기.
  - 낙동강 더비: 부산 아이파크와 경남 FC의 맞대결로 낙동강 사이를 둔 연고지간의 더비. 1시간 거리 이내에 낙동강을 중심으로 부산과 창원의 가까운 거리를 의미한다. 두 팀의 맞대결은 낙동강 상류와 하류를 낀 지역 특성에 있다. 2017 K리그챌린지부터 명칭협약을 맺었다. 그 이전 2006 시즌 K 리그 첫 도민구단인 경남 FC의 창단과 함께 경남권 최고 연고지인 부산과 창원에도 모두 K 리그 경기를 치르게 되었다. 옛날부터 부산과 경남의 경기를 팬들이 홈구장인 부산아시아드경기장 및 부산구덕운동장과 창원축구센터 사이에 낙동강이 있어 불러준 이름이다. 부산이 사용하는 부산아시아드경기장 및 부산구덕운동장과 경남이 쓰고 있는 창원축구센터 사이의 거리는 40km에 불과하다. PK(부산·경남) 더비라 불리기도 한다.
  - 경북 더비: 포항 스틸러스와 대구 FC. 대구·경북에 연고를 두고 있는 포항과 대구의 맞대결을 의미한다. 2003 시즌 K리그 첫 시민구단인 대구 FC의 창단과 함께 시작되었다. 두 팀은 화끈한 공격축구로도 유명하며 골을 주고 받는다. K리그 평균골보다 더 많은 골이 터지기도 한다. TK(대구·경북) 더비라 불리기도 한다.
  - 영남 더비: 울산 현대와 대구 FC. 2018 FA컵 결승을 통해 K리그1에서 신 영남권 더비로 부르고 있다.
  - 부산 더비: 부산 아이파크와 부산교통공사. 두팀이 2016 FA컵 32강에 진출하면서 처음 맞붙게 되었다.
  - 울산 더비: 울산 현대와 울산시민축구단.
  - 창원 더비: 경남 FC와 창원시청. 두 팀 모두  창원축구센터를 홈 경기장으로 사용한다.
  - 불모산 더비: 창원시청과 김해시청. 이 두 지역이 불모산을 끼고 있다.
- 호남권 더비: 전북 현대 모터스와 전남 드래곤즈 및 광주 FC간의 경기
  - 전남북 더비: 전북 현대 모터스와 전남 드래곤즈간의 경기. 이 더비는 양팀의 협약에 의해서 생긴 더비다.
  - 호남 더비: 전북 현대 모터스와 광주 FC. 양팀의 고속도로가 호남고속도로이며 KTX 또한 호남선으로 이해 생겨진 더비다.
  - 전남 더비: 전남 드래곤즈와 광주 FC. 양팀 홈 유니폼이 노란색이어서 '옐로 더비'라고 하는 경우도 있다.
- 특별시 더비: FC 서울과 대전 하나 시티즌의 더비. FC 서울의 연고인 서울특별시의 수도와 대전 하나 시티즌의 연고인 대전광역시가 축구특별시로 불리면서 생긴 더비다.
- 축구수도 더비: 수원 삼성 블루윙즈와 대전 하나 시티즌의 더비. 수원 삼성의 연고인 수원특례시와 대전 하나 시티즌의 연고인 대전광역시가 축구특별시로 불리면서 생긴 더비다.
- 경부선 더비 : FC 서울 혹은 서울 이랜드 FC와 부산 아이파크의 더비.
- 달빛 더비: 대구시와 광주시의 지역명을 붙인 더비. 대구 FC와 광주 FC의 맞대결을 의미한다. 두 광역시 연고지인 달구벌 대구와 빛고을 광주의 앞 글자를 땃다. 초반에는 영호남 더비라고 칭해지다가 대구의 달구벌과 광주의 빛고을을 합쳐 달빛 더비라고 굳혀지기 시작했다. 2011년 K 리그부터 시작되었다. 이 더비는 한국 최초 시민구단간 더비다.
- 은행 더비: 대전 하나 시티즌과 대구 FC의 맞대결로 양 클럽의 메인스폰서가 은행(뱅크)을 본딴 더비. 2023 K리그1부터 시작된 더비다. 대전은 2020년 기준으로 기업구단으로 창단했으나 시민구단에서 바뀌었으며 2020년에 기업구단으로 전환하게 된다. 대전의 현 메인스폰서가 하나은행이고 대구는 K리그 최초 시민구단으로 메인스폰서가 DGB대구은행이다. 추가로 광주 FC도 해당되지만 메인스폰서인 광주은행의 유치기간이 짧아서 대전 하나와 대구의 대결이 더 주목을 받는다.
- 오렌지 더비: 제주 유나이티드 FC와 강원 FC의 맞대결. 양팀 컬러가 오렌지 색이다. 추가로 두 팀 킷 스폰서가 필라를 하기도 했는데 당시 필라 더비도 잠시 있었다.
- 섬진강 더비: 전남 드래곤즈와 경남 FC의 맞대결. 양팀 연고 사이에 섬진강을 둔 더비다.
- 구 충청 더비: 대전 시티즌과 아산 무궁화. 안산 경찰청(현 아산 무궁화)의 연고이전으로 생긴 더비. 2017 시즌 K리그챌린지에서 시작되었다. 아산은 대전과 같은 충청권으로 지리적으로도 매우 가깝다. 2020 시즌부터 시민구단이었던 대전 시티즌의 인수 이후 기업구단인 대전 하나 시티즌으로 바뀌게 되었고 군경팀이었던 아산 무궁화의 해체 이후 시민구단인 충남 아산 축구단의 창단과 함께 이어지게 된다.
- 군경 더비: 상주 상무와 안산 경찰청(현 아산 무궁화)과의 경기 대한민국에만 있는 군경 구단들과의 매치이다. 2019년을 마지막으로 경찰 축구단 해체 및 시민구단 전환이 확정되면서 곧 역사 속으로 사라지게 되었다.
- 학교 라이벌전
  - 연고전 / 고연전: 연세대학교 축구부와 고려대학교 축구부의 경기.
  - 강릉 단오 축구 정기전: 강릉중앙고등학교(전 강릉농공고등학교) 축구부와 강릉제일고등학교(전 강릉상업고등학교) 축구부의 경기. 흔히 농상전으로 알려진 대한민국에서 가장 오랜 역사를 자랑하는 더비 경기이다.

#### 일본J1리그,J2리그,J3리그
- 내셔널 더비
  - 도쿄 베르디와 요코하마 F. 마리노스 (* J리그 출범전 일본 실업축구 최고 라이벌전이었던 요미우리 FC와 닛산 FC을 계승한 더비. 이런 라이벌전을 반영하여 J리그 출범 개막전 역시 베르디 가와사키 VS 요코하마 마리노스 경기로 배정되었다.)
  - 감바 오사카 vs. 우라와 레드 다이아몬즈 : 일본에서 가장 인지도가 있는 두 팀이라 할 수 있다. 우라와는 수도 도쿄의 팀들보다도 인기가 많아 간토의 대표 격이라면, 감바는 간사이의 대표격이다. 일본의 엘 클라시코라고 할 수 있다.
  - 가시마 앤틀러스와 주빌로 이와타 : J 리그 초창기 시절 명가들의 더비다.
- 로컬 더비
  - 도쿄 더비: 도쿄 베르디 1969와 FC 도쿄(홈구장을 같이 사용하므로 아지노모토 더비라고도 함), FC 마치다 젤비아
  - 도호쿠 더비: 몬테디오 야마가타와 베갈타 센다이
  - 가나가와 더비: 요코하마 F. 마리노스와 요코하마 FC와 가와사키 프론탈레와 쇼난 벨마레간의 경기
    - 요코하마 더비: 요코하마 F. 마리노스와 요코하마 FC
    - 구 요코하마 더비: 요코하마 마리노스와 요코하마 플뤼겔스 (* 요코하마 플뤼겔스가 요코하마 마리노스에 흡수 합병되어 중지됨.)
    - 가와사키 더비: 가와사키 프론탈레와 베르디 가와사키 (*베르디 가와사키의 연고 이전으로 중지되었다.)

  - 간사이 더비: 감바 오사카와 세레소 오사카와 비셀 고베와 교토 상가 FC간의 경기
    - 오사카 더비: 감바 오사카와 세레소 오사카
    - 비셀 고베와 교토 상가 FC

  - 사이타마 더비: 우라와 레드 다이아몬즈와 오미야 아르디자
  - 시즈오카 더비: 주빌로 이와타와 시미즈 에스펄스
  - 이바라키 더비: 가시마 앤틀러스와 미토 홀리호크
  - 지바 더비: 제프 유나이티드 이치하라와 가시와 레이솔
  - 다마가와 더비: FC 도쿄와 가와사키 프론탈레 (* 양 팀의 연고지가 다마강을 마주보고 있음)
  - 시코쿠 더비: 에히메 FC와 도쿠시마 보르
  - 규슈 더비: 아비스파 후쿠오카와 기라반츠 기타큐슈와 사간 도스와 오이타 트리니타와 로아소 구마모토간의 경기
    - 후쿠오카 더비: 아비스파 후쿠오카와 기라반츠 기타큐슈
- 특별하면서 독특한 더비
  - 천지인 더비: 알비렉스 니가타와 몬테디오 야마가타 (*일본 NHK 방송의 대하 드라마 천지인의 촬영지)
  - 해협 더비: 비셀 고베와 도쿠시마 보르티스
  - 후지산 더비: 주빌로 이와타, 시미즈 에스펄스와 반포레 고후
  - 가와나카지마 더비: 알비렉스 니가타, 반포레 고후 (가와나카지마 전투에서 유래)

#### 오스트레일리아A리그
- 시드니 더비: 시드니 FC와 웨스턴 시드니 원더러스
- 멜버른 더비: 멜버른 빅토리와 멜버른 시티
- 빅 블루 : 멜버른 빅토리와 시드니 FC
- F3 더비: 센트럴코스트 매리너스와 뉴캐슬 제츠

#### 중국슈퍼리그,갑급리그,을급리그
- 경성더비 (京城德比)

- 베이징내의 클럽팀인 중국 슈퍼리그 소속 베이징 궈안과 중국 갑급리그 소속인 베이징 쿵구와 베이징 런허, 베이징 이공대학 FC의 대결시에 쓰이는 명칭이다. 베이징의 약자인 京과 도시를 뜻하는 城을 합쳐서 경성더비로 부른다. 대한민국의 경성과는 다른 뜻이다.
- 내셔널 더비 (国家德比) 혹은 (京沪大战<경호대전>)

- 베이징 궈안 대 상하이 선화
- 상하이 더비 (上海德比)

- 슈퍼리그 소속 상하이 선화와 상하이 상강 갑급리그 소속 상하이 선신이 맞붙을 때 쓰이는 명칭이다.
- 광저우 더비 (广州德比)

- 광저우 헝다 대 광저우 푸리
- 광둥성 더비 (广东省德比) 혹은 남월더비 (南粤德比)

- 광둥성 소재인 광저우 헝다와 광저우 푸리, 선전 FC, 메이저우 우화의 경기시에 불리는 명칭이다. 남월(南粤)이란 명칭은 예전에 광둥지방에 존재했던 남월이란 명칭에서 따왔다.
- 지린더비 (吉林德比)

- 창춘 야타이 대 옌볜 푸더
- 톈진더비 (天津德比)

- 톈진 터다 대 톈진 취안젠
- 허베이 더비 (河北德比)

- 허베이 화샤 싱푸와 스자좡 융창
- 다롄 더비 (大连德比)

- 슈퍼리그 소속 다롄 이팡과 을급리그 소속 다롄 차오유에스 축구클럽과의 경기시에 불리는 명칭이다.
- 경진 더비 (京津德比)

- 베이징 소재인 베이징 궈안/베이징 런허/베이징 쿵구와 톈진 소재인 톈진 터다/톈진 취안젠이 맞붙었을 때 쓰이는 명칭. 京은 베이징을 津은 톈진을 뜻한다.
- 저장 더비 (浙江德比)

- 상하이 선화 대 저장 이텅
- 랴오닝 더비 (辽宁德比)

- 슈퍼리그 소속 다롄 이팡 혹은 을급리그 소속 다롄 차오유에스 축구클럽 대 랴오닝 훙윈
- 칭다오 더비 (青島德比)

- 칭다오 중넝 대 칭다오 황하이의 더비이다.
- 제노 더비 (齊魯德比) 혹은 산둥성 더비 (山东省德比)

- 갑급리그 소속 칭다오 중넝/칭다오 황하이 대 산둥 루넝
- 장저 더비 (江浙德比) <장쑤성과 저장성의 더비>

- 장쑤 쑤닝 대 항저우 뤼청/저장 이텅과의 더비
- 황하 더비 (黄河德比)

- 허난 젠예 대 갑급리그 소속 스자좡 융창/ 슈퍼리그 소속허베이 화샤의 더비이다.
- 동정호 더비 (洞庭湖德比)

- 갑급리그 소속 두팀인 후난 샹타오 대 우한 줘얼의 더비이다.
- 파촉 더비 (巴蜀德比)

- 쓰촨지역 고대 국가였던 파와 촉에 속한 슈퍼리그 소속 충칭 리판 대 을급리그 소속 쓰촨 롱파/청두 췐바오의 더비이다.

#### 홍콩프리미어리그
- 홍콩 더비 (香港打吡) : 사우스 차이나와 킷치 SC
- 웡곡 더비 (旺角打吡) : 킷치 SC와 이스턴 SC
- 난페이 대전 (南飛大戰) : 사우스 차이나와 홍콩 페가수스 FC
- 동남 대전 (東南大戰) : 이스턴 SC와 사우스 차이나
- 완차이 더비 (灣仔打吡) : 사우스 차이나와 홍콩 FC
- 방랑 더비 (流浪打吡) : 홍콩 레인저스 FC와 드림 FC

#### 인도슈퍼리그,I리그
- 로컬 더비
  - 콜카타 더비: 모훈 바간 AC와 이스트 벵골 FC

#### 이란프로리그
- 이스파한 더비: 세파한 이스파한 FC와 조브 아한 FC
- 테헤란 더비: 페르세폴리스 FC와 에스테글랄 테헤란 FC

#### 사우디아라비아프리미어리그
- 리야드 더비: 알힐랄과 알나스르와 알샤바브간의 경기
- 지다 더비: 알아흘리와 알이티하드

### 아프리카 축구 연맹

#### 남아프리카공화국프리미어 사커 리그
- 소웨토 더비: 카이저 치프스 FC와 올랜도 파이러츠 FC

#### 모로코보톨라
- 카사블랑카 더비: 라자 카사블랑카와cvb 위다드 카사블랑카

#### 이집트프리미어리그
- 이집션 더비: 알아흘리와 자말렉 SC

### 유럽 축구 연맹

#### 그리스수페르리가 엘라다
- 영원한 적들의 더비: 올림피아코스와 파나티나이코스 사이의 경기
- 아테네 더비: 파나티나이코스와 AEK 사이의 경기
- 바예비치 더비 : 올림피아코스와 AEK 사이의 경기
- 구다스 더비: 올림피아코스와 PAOK 사이의 경기
- 쌍두수리 더비: AEK와 PAOK 사이의 경기
- 북그리스 더비: 아리스와 PAOK 사이의 경기

#### 네덜란드에레디비시
- 더 클라시커르: AFC 아약스와 페예노르트 사이의 경기
- 더 토퍼: AFC 아약스와 PSV 에인트호번 사이의 경기

#### 노르웨이엘리테세리엔
- 중부 지방 더비: 몰데 FK와 로센보르그 BK

#### 덴마크수페르리가
- 뉴 펌 더비: FC 쾨벤하운과 브뢴뷔 IF

#### 독일분데스리가
- 데어 클라시커 (Der Klassiker, 고전 더비): FC 바이에른 뮌헨과 보루시아 도르트문트
- 노르트 더비 (북독일 더비): SV 베르더 브레멘과 함부르크 SV
- 쉬드 더비 (남독일 더비): FC 바이에른 뮌헨과 VfB 슈투트가르트
- 레비어 더비 (루르 더비): 보루시아 도르트문트와 FC 샬케 04
- 바바리아 더비 (바이에른 더비): FC 바이에른 뮌헨과 1. FC 뉘른베르크
- 뮌헨 더비: FC 바이에른 뮌헨과 TSV 1860 뮌헨
- 바데너 더비 (바덴 더비): 카를스루에 SC와 SC 프라이부르크
- 프랑켄 더비 (프랑코니아 더비): 1. FC 뉘른베르크와 SpVgg 그로이터 퓌르트
- 함부르크 더비: 함부르크 SV와 FC 장크트 파울리

#### 프랑스리그 1
- 르 클라시크: 올랭피크 드 마르세유와 파리 생제르맹 FC
- 데르비 두 노르드 (북프랑스 더비): RC 랑스와 릴 OSC
- 서프랑스 더비: FC 낭트와 앙제 SCO
- 노르망디 더비: SM 캉와 르아브르 AC
- 코트다쥐르 더비: AS 모나코 FC와 OGC 니스
- 론알프 더비: 올랭피크 리옹과 AS 생테티엔
- 가론 더비: FC 지롱댕 드 보르도와 툴루즈 FC
- 로렌 더비: AS 낭시와 FC 메스
- 알자스 로렌 더비: RC 스트라스부르와 FC 메스
- 앙주 멘 더비: 앙제 SCO와 르망 UC72
- 올랭피크 드 마르세유와 AS 생테티엔

#### 러시아프리미어리그
- 모스크바 더비: CSKA 모스크바와 FC 스파르타크 모스크바, 그리고 FC 로코모티브 모스크바 사이의 경기

#### 루마니아리가 I
- 마렐레 더비: FC 스테아우아 부쿠레슈티와 FC 디나모 부쿠레슈티

#### 불가리아파르바리가
- 소피아 더비: PFC 레프스키 소피아와 PFC CSKA 소피아

#### 세르비아수페르리가
- 베오그라드 더비: FK 파르티잔과 FK 츠르베나 즈베즈다

#### 스웨덴알스벤스칸
- 스톡홀름 더비
  - 트빌링데르뷔트 (쌍둥이 더비): AIK 솔나와 유르고르덴 IF
  - AIK 솔나와 함마르비 IF
  - 유르고르덴 IF와 함마르비 IF
- 예테보리 더비
  - GAIS와 IFK 예테보리
  - IFK 예테보리와 외리뤼테 IS
  - GAIS와 외리뤼테 IS

#### 스위스슈퍼리그
- 취리히 더비: 그라스호퍼 클럽 취리히와 FC 취리히

#### 스코틀랜드프리미어십
- 올드 펌 더비: 셀틱 FC와 레인저스 FC
- 뉴 펌 더비: 애버딘 FC와 던디 유나이티드 FC

#### 스페인라리가
- 엘 클라시코: 레알 마드리드 CF와 FC 바르셀로나
- 마드리드 더비: 레알 마드리드 CF와 아틀레티코 마드리드
- 바스크 더비: 레알 소시에다드와 아틀레틱 빌바오
- 바르셀로나 더비: FC 바르셀로나와 RCD 에스파뇰
- 세비야 더비: 세비야 FC와 레알 베티스
- 아스투리아스 더비: 스포르팅 히혼과 레알 오비에도
- 칸타브리아 더비: 라싱 산탄데르과 RS 힘나스티카 데 토렐라베가
- 발렌시아 더비: 발렌시아 CF와 레반테 UD
- 갈리시아 더비: 셀타 비고와 데포르티보 라코루냐
- 카나리아 더비: CD 테네리페와 UD 라스팔마스

#### 슬로바키아수페르리가
- 위대한 더비: ŠK 슬로반 브라티슬라바와 FC 스파르타크 트르나바

#### 슬로베니아프르바리가
- 영원한 더비: NK 올림피야 류블랴나와 NK 마리보르

#### 이탈리아세리에 A
- 데르비 델라 카피탈레 (로마 더비): AS 로마와 SS 라치오
- 데르비 델라 란테르나 (제노바 더비): 제노아 CFC와 UC 삼프도리아
- 데르비 델라 마돈니아 (밀라노 더비): AC 밀란과 FC 인테르나치오날레 밀라노
- 데르비 델라 몰레 (토리노 더비): 유벤투스 FC와 토리노 FC
- 데르비 델라 스칼라 (베로나 더비): AC 키에보베로나와 헬라스 베로나 FC
- 데르비 디탈리아 (이탈리아 더비): 유벤투스 FC와 FC 인테르나치오날레 밀라노
- 데르비 델 솔레 (태양의 더비): SSC 나폴리와 AS 로마
- 데르비 디 시칠리아 (시칠리아 더비): US 팔레르모와 칼초 카타니아
- 데르비 델로 스트레토 (해협의 더비): ACR 메시나와 레지나 칼초
- 데르비 델레 이솔레 (섬들의 더비): 칼리아리 칼초와 US 팔레르모
- 데르비 델룸브리아 (움브리아 더비): 페루자 칼초와 테르나나 칼초
- 데르비 디 풀리아 (풀리아 더비): AS 바리와 US 레체
- 데르비 델라 캄파니아 (캄파니아 더비): SSC 나폴리와 살레르니타나 칼초 1919
- 데르비 델라펜니노 (아펜니노 더비): ACF 피오렌티나와 볼로냐 FC 1909

#### 잉글랜드프리미어리그
- 머지사이드 더비: 리버풀 FC와 에버턴 FC (컵대회에서는 트랜미어 로버스 FC도 포함)
- 맨체스터 더비: 맨체스터 유나이티드 FC와 맨체스터 시티
- 노스웨스트 더비: 맨체스터 유나이티드 FC와 리버풀 FC
- 로즈 더비: 맨체스터 유나이티드 FC와 리즈 유나이티드 AFC
- 스틸 시티 더비 (셰필드 더비): 셰필드 유나이티드 FC와 셰필드 웬즈데이 FC
- 사우스웨일스 더비: 카디프 시티 FC와 스완지 시티 AFC (예전에는 뉴포트 카운티 AFC도 포함)
- 루턴 왓퍼드 더비: 루턴 타운 FC와 왓퍼드 FC
- 에식스 더비 (A6 더비): 콜체스터 유나이티드 FC와 사우스엔드 유나이티드 FC
- A12 더비: 콜체스터 유나이티드 FC와 입스위치 타운 FC
- A23 더비: 크리스털 팰리스 FC와 브라이턴 호브 앨비언 FC
- 디드콧 트래이앵글 더비 (탬스 밸리 더비): 옥스퍼드 유나이티드 FC와 레딩 FC와 스윈던 타운 FC 간의 경기 (올더숏 타운 FC도 포함.)
  - 탬스 밸리 더비: 레딩 FC와 옥스퍼드 유나이티드 FC 또는 올더숏 타운 FC
  - M4 더비: 스윈던 타운 FC와 레딩 FC
  - 올더숏 타운 FC와 스윈던 타운 FC
  - 옥스퍼드 유나이티드 FC와 스윈던 타운 FC
- 랭커셔 더비
  - 이스트랭커셔 더비: 블랙번 로버스 FC와 번리 FC
  - 웨스트랭커셔 더비 (M55 더비): 블랙풀 FC와 프레스턴 노스 엔드 FC와 리즈 유나이티드 AFC
- M69 더비: 코번트리 시티 FC와 레스터 시티 FC
- 이스트앵글리안 더비 (올드 팜 더비): 노리치 시티 FC와 입스위치 타운 FC
- 벅스 더비: 밀턴케인스 던스 FC와 위컴 원더러스 FC
- 사우스코스트 더비: 사우샘프턴 FC와 포츠머스 FC
- 독야드 더비: 포츠머스 FC와 플리머스 아가일 FC
- 데번 더비: 엑서터 시티 FC와 플리머스 아가일 FC와 토키 유나이티드 FC 간의 경기
- 이스트엔드 더비: 웨스트 햄 유나이티드 FC와 레이턴 오리엔트 FC
- 티스사이드 더비: 미들즈브러 FC와 하틀풀 유나이티드 FC
- 노팅엄 더비 (레이스 시티 더비): 노팅엄 포레스트 FC와 노츠 카운티 FC
- 포터리스 더비: 스토크 시티 FC와 포트 베일 FC
- 세븐사이드 더비: 주로 카디프 시티 FC와 브리스톨 시티 FC 간의 경기 (브리스톨 로버스 FC와 뉴포트 카운티 AFC도 포함)
  - 브리스톨 더비: 브리스톨 로버스 FC와 브리스톨 시티 FC
  - 브리스톨 로버스 FC와 카디프 시티 FC
  - 브리스톨 로버스 FC와 뉴포트 카운티 AFC
  - 브리스톨 시티 FC와 카디프 시티 FC
  - 브리스톨 시티 FC와 뉴포트 카운티 AFC
  - 카디프 시티 FC와 뉴포트 카운티 AFC
- 그레이터맨체스터 더비: 볼턴 원더러스 FC와 베리 FC와 맨체스터 시티 FC와 맨체스터 유나이티드 FC와 올덤 애슬레틱 AFC와 로치데일 AFC와 위건 애슬래틱 FC 간의 경기
  - 맨체스터 더비: 맨체스터 유나이티드 FC와 맨체스터 시티 FC
  - 맨체스터 유나이티드 FC와 볼턴 원더러스 FC
  - 맨체스터 유나이티드 FC와 위건 애슬레틱 FC
  - 맨체스터 시티 FC와 볼턴 원더러스 FC
  - 맨체스터 시티 FC와 위건 애슬레틱 FC
  - 볼턴 원더러스 FC와 위건 애슬레틱 FC
  - 베리 FC와 올덤 애슬레틱 AFC
  - 베리 FC와 로치데일 AFC
  - 올덤 애슬레틱 AFC와 로치데일 AFC
- 타인 티스 위어 더비: 뉴캐슬 유나이티드 FC와 미들즈브러 FC와 선덜랜드 AFC 간의 경기
  - 타인 티스 더비: 뉴캐슬 유나이티드 FC와 미들즈브러 FC
  - 타인 위어 더비: 뉴캐슬 유나이티드 FC와 선덜랜드 AFC
  - 티스 위어 더비: 미들즈브러 FC와 선덜랜드 AFC
- 미들랜즈 더비
  - 이스트미들랜즈 더비: 더비 카운티 FC와 노팅엄 포레스트 FC
  - 웨스트미들랜즈 더비: 애스턴 빌라 FC와 웨스트 브로미치 앨비언 FC와 울버햄프턴 원더러스 FC와 코번트리 시티 FC와 버밍엄 시티 FC와 월솔 FC 간의 경기
    - 블랙 컨트리 더비: 주로 웨스트 브로미치 앨비언 FC와 울버햄프턴 원더러스 FC 간의 경기 (월솔 FC도 포함)
    - 버밍엄 더비 (세컨드 시티 더비): 애스턴 빌라 FC와 버밍엄 시티 FC
- 런던 더비
  - 첼시 FC와 아스널 FC
  - 첼시 FC와 토트넘 홋스퍼 FC
  - 첼시 FC와 웨스트 햄 유나이티드 FC
  - 웨스트 햄 유나이티드 FC와 아스널 FC
  - 웨스트 햄 유나이티드 FC와 토트넘 홋스퍼 FC
  - 북런던 더비: 아스널 FC와 토트넘 홋스퍼 FC 간의 경기
  - 동런던 더비: 웨스트 햄 유나이티드 FC와 밀월 FC 간의 경기
  - 남런던 더비: 크리스털 팰리스 FC, 찰턴 애슬레틱 FC와 밀월 FC 간의 경기, 밀월 FC와 AFC 윔블던 간의 경기
  - 서런던 더비: 첼시 FC와 풀럼 FC와 브렌트포드 FC와 퀸즈 파크 레인저스 FC 간의 경기
    - 첼시 FC와 풀럼 FC
    - 풀럼 FC와 브렌트포드 FC
    - 브렌트포드 FC와 퀸즈 파크 레인저스 FC
    - 퀸즈 파크 레인저스 FC와 첼시 FC

#### 체코1. 체스카 포트발로바 리가
- S-S 더비: AC 스파르타 프라하와 SK 슬라비아 프라하

#### 크로아티아프르바 HNL
- 베치니 데르비 (영원한 더비): NK 디나모 자그레브와 HNK 하이두크 스플리트
- 아드리아 더비: HNK 하이두크 스플리트와 HNK 리예카
- 자그레브 더비: NK 디나모 자그레브와 NK 자그레브
- 슬라보니아 더비: NK 오시예크와 HNK 치발리아

#### 터키쉬페르리그
- 이스탄불 더비: 갈라타사라이 SK, 페네르바흐체 SK, 베식타시 JK
  - 이 중 갈라타사라이 SK와 페네르바흐체 SK 두 팀간의 더비는 크탈라르 아라스 데르비(Kıtalar Arası Derbi, 대륙간 더비) 라는 공식 명칭이 붙었다.

#### 포르투갈프리메이라리가
- 우 클라시쿠(O Clássico) : 벤피카, 스포르팅 리스본, FC 포르투
- 데르비 드 리스보아 (Dérbi de Lisboa) : 벤피카와 스포르팅 리스본
- 데르비 두 포르투 (Dérbi do Porto) : FC 포르투와 보아비스타
- 데르비 다 마데이라 (Dérbi da Madeira) : 마리티무와 나시오날
- 데르비 두 미뉴 (Dérbi do Minho) : 비토리아 기마랑이스와 브라가
- 데르비 드 코임브라 (Dérbi de Coimbra) : 아카데미카와 나발
- 데르비 다스 베이라스 (Dérbi das Beiras) : 아카데미카와 베이라마르
- 데르비 두 알가르브 (Dérbi do Algarve) : 올랴넨스와 포르티모넨스

## 대표팀

### 남미 축구 연맹
- 이구아수 더비: 브라질 축구 국가대표팀, 아르헨티나 축구 국가대표팀, 우루과이 축구 국가대표팀
- 남미 옐로우 더비: 브라질 축구 국가대표팀, 콜롬비아 축구 국가대표팀, 에콰도르 축구 국가대표팀
- 안데스 더비: 칠레 축구 국가대표팀, 페루 축구 국가대표팀, 에콰도르 축구 국가대표팀, 콜롬비아 축구 국가대표팀
- 남미 내륙 더비: 파라과이 축구 국가대표팀과 볼리비아 축구 국가대표팀
- 대 콜롬비아 공화국 더비: 콜롬비아 축구 국가대표팀, 에콰도르 축구 국가대표팀, 베네수엘라 축구 국가대표팀
- 남미 B 더비: 브라질 축구 국가대표팀과 볼리비아 축구 국가대표팀
- 남미 C 더비: 칠레 축구 국가대표팀과 콜롬비아 축구 국가대표팀
- 남미 P 더비: 파라과이 축구 국가대표팀과 페루 축구 국가대표팀

### 북중미카리브 축구 연맹
- NAFTA 더비: 미국 축구 국가대표팀, 캐나다 축구 국가대표팀, 멕시코 축구 국가대표팀
- 코파 아메리카 초청 더비: 미국 축구 국가대표팀과 멕시코 축구 국가대표팀
- 중미 레드·블루·화이트 더비: 코스타리카 축구 국가대표팀과 파나마 축구 국가대표팀

### 아시아 축구 연맹
- 한일전: 대한민국 축구 국가대표팀과 일본 축구 국가대표팀
- 한반도 더비: 대한민국 축구 국가대표팀과 조선민주주의인민공화국 축구 국가대표팀
- 페르시아 더비: 이란 축구 국가대표팀과 이라크 축구 국가대표팀
- 오일 더비: 사우디아라비아 축구 국가대표팀, 아랍에미리트 축구 국가대표팀, 카타르 축구 국가대표팀
- 아시아 문명 더비(인구 1·2위 더비): 중국 축구 국가대표팀과 인도 축구 국가대표팀

### 아프리카 축구 연맹
- 기니 만 그린 더비: 나이지리아 축구 국가대표팀과 카메룬 축구 국가대표팀
- 북아프리카 더비: 이집트 축구 국가대표팀, 리비아 축구 국가대표팀, 알제리 축구 국가대표팀, 튀니지 축구 국가대표팀, 모로코 축구 국가대표팀
- 범아프리카색 더비: 말리 축구 국가대표팀, 기니 축구 국가대표팀, 기니비사우 축구 국가대표팀, 가나 축구 국가대표팀, 베냉 축구 국가대표팀, 부르키나파소 축구 국가대표팀
- 서아프리카 영어권 더비: 가나 축구 국가대표팀과 나이지리아 축구 국가대표팀
- 아프리카 포르투갈어 더비: 앙골라 축구 국가대표팀, 모잠비크 축구 국가대표팀, 카보베르데 축구 국가대표팀

### 유럽 축구 연맹
- 유럽 레드 더비: 스페인 축구 국가대표팀과 벨기에 축구 국가대표팀
- 유럽 블루 더비: 프랑스 축구 국가대표팀과 이탈리아 축구 국가대표팀
- 유럽 옐로우 더비: 스웨덴 축구 국가대표팀과 우크라이나 축구 국가대표팀
- 유럽 화이트 더비: 잉글랜드 축구 국가대표팀과 독일 축구 국가대표팀
- 영국 더비: 잉글랜드 축구 국가대표팀, 스코틀랜드 축구 국가대표팀, 웨일스 축구 국가대표팀, 북아일랜드 축구 국가대표팀
- 지중해 더비: 스페인 축구 국가대표팀, 이탈리아 축구 국가대표팀, 그리스 축구 국가대표팀, 터키 축구 국가대표팀
- 체코슬로바키아 더비: 체코 축구 국가대표팀과 슬로바키아 축구 국가대표팀
- 아일랜드 섬 더비(유럽 그린 더비): 북아일랜드 축구 국가대표팀과 아일랜드 축구 국가대표팀
- 이베리아 반도 더비: 스페인 축구 국가대표팀과 포르투갈 축구 국가대표팀
- 베네룩스 더비: 벨기에 축구 국가대표팀, 네덜란드 축구 국가대표팀, 룩셈부르크 축구 국가대표팀
- 스칸디나비아 더비: 덴마크 축구 국가대표팀, 노르웨이 축구 국가대표팀, 스웨덴 축구 국가대표팀
- 우승 유경험 더비: 잉글랜드 축구 국가대표팀, 프랑스 축구 국가대표팀, 스페인 축구 국가대표팀, 이탈리아 축구 국가대표팀, 독일 축구 국가대표팀
- 2차 대전 첫 발격지 더비: 독일 축구 국가대표팀과 폴란드 축구 국가대표팀
- 대표 소비에트 더비: 러시아 축구 국가대표팀, 우크라이나 축구 국가대표팀, 벨라루스 축구 국가대표팀

### 혼합
- 메시-호날두 더비: 아르헨티나 축구 국가대표팀과 포르투갈 축구 국가대표팀
- 월드컵 우승국 더비: 아르헨티나 축구 국가대표팀, 브라질 축구 국가대표팀, 잉글랜드 축구 국가대표팀, 프랑스 축구 국가대표팀, 독일 축구 국가대표팀, 이탈리아 축구 국가대표팀, 스페인 축구 국가대표팀, 우루과이 축구 국가대표팀
- 아랍 문명 더비: 이집트 축구 국가대표팀과 이라크 축구 국가대표팀

## 같이 보기
- 더비 (스포츠)
- 시리즈 (야구)